# Rajd Polski 1954
Rajd Polski 1954 (15 Ogólnopolski Raid Samochodowy) – 14. edycja rajdu samochodowego Rajd Polski rozgrywanego w Polsce. Rozgrywany był od 18 lipca do 22 lipca 1954 roku. Podczas tego rajdu nie prowadzono klasyfikacji generalnej, ostateczne wyniki były podane tylko w odpowiednich klasach. 

## Wyniki końcowe rajdu[1]
Klasa T I do 750cm³
| Miejsce | Kierowca            | Samochód |
| ------- | ------------------- | -------- |
| 1       | Alfons Zielkowski   | DKW      |
| 2       | Jerzy Osterczyl     | DKW      |
| 3       | Jacek Dzięciołowski | DKW      |

Klasa T II do 1300cm³
| Miejsce | Kierowca           | Samochód  |
| ------- | ------------------ | --------- |
| 1       | Zbigniew Witkowski | Fiat 1100 |
| 2       | Tadeusz Wojtuń     | Skoda     |
| 3       | Ryszard Żmudziński | Skoda     |

Klasa T III A do 1600cm³
| Miejsce | Kierowca          | Samochód     |
| ------- | ----------------- | ------------ |
| 1       | Edward Niziołek   | Opel Olympia |
| 2       | Juliusz Podgórski | Lancia       |

Klasa T III do 2000cm³
| Miejsce | Kierowca            | Samochód            |
| ------- | ------------------- | ------------------- |
| 1       | Zygmunt Skoczkowski | Tatra 600 Tatraplan |
| 2       | Michał Bieder       | Citroen             |
| 3       | Ludwik Kachelski    | Citroen             |

Klasa T IV do 2600cm³
| Miejsce | Kierowca         | Samochód      |
| ------- | ---------------- | ------------- |
| 1       | Stanisław Gustaw | Warszawa M-20 |
| 2       | Marian Repeta    | Warszawa M-20 |
| 3       | Roman Karczewski | Warszawa M-20 |

Klasa T V pow.2600cm³
| Miejsce | Kierowca           | Samochód  |
| ------- | ------------------ | --------- |
| 1       | Bolesław Majkowski | Ford V8   |
| 2       | Jan Jankowski      | Chevrolet |

Klasa S II do 1000cm³
| Miejsce | Kierowca           | Samochód |
| ------- | ------------------ | -------- |
| 1       | Stanisław Rusiniak | BMW      |

Klasa S III do 1600cm³
| Miejsce | Kierowca             | Samochód |
| ------- | -------------------- | -------- |
| 1       | Franciszek Postawka  | BMW 328  |
| 2       | Kazimierz Tarczyński | BMW 328  |
| 3       | Sobiesław Zasada     | BMW      |